# 나카니시 켄지
나카니시 켄지 (中西健二, 1961년 ~ )는 일본의 영화 감독이다.

## 참가 작품

### 영화
- 《파랑새》 (2008)
- 《꽃이 진 후》 (2010)
- 《사랑의 톱니바퀴》 (2013)
- 《천재탐정 미타라이: 살인사건의 진실》 (2016)
- 《두 번째 여름, 두 번 다시 만날 수 없는 너》 (2017)

## 수상
- 2009년 제33회 홍콩 국제 영화제 특별언급상